# 台北國際連鎖加盟大展
台北國際連鎖加盟大展（英語：Taipei International Chain and Franchise Exhibition，簡稱TICFE）是台灣連鎖加盟促進協會（前身：中華民國加盟促進協會）自2000年起草創的會展，也是台灣第一個以加盟連鎖為主題所設計的會展，迄今已有十年的歷史。2009年起，為了因應現今居高不下的失業率與時勢需求，這項展覽已經劃分成春季與秋季的季節性展覽。

## 會展源起
20世紀、21世紀的交界期，加盟連鎖市場在台灣非常興盛，眾多產業為了永續經營，以加盟連鎖的形式，從總部延伸到各地的分支，連鎖店因此如雨後春筍般地興盛蓬勃，優質品牌進而崛起，後起勢力也開始另一波的競爭。
當時的中華民國加盟促進協會，為了要激勵加盟連鎖活動的成長，提高業主加盟率與提升就業率，在2000年3月2日─3月5日，開立了有史以來，第一個以加盟連鎖為主題的會展─「台北國際連鎖加盟大展」，當年吸引了各行各業，上百家加盟連鎖總部的參與，其中，以文教、餐飲業為連鎖展的主力，這些產業也是連鎖加盟展後來能延續的其中一項關鍵。
但在同年，同樣以推展加盟連鎖活動為目標的「中華民國連鎖店協會」（現：台灣連鎖暨加盟協會），也在一個月後舉辦了「台灣國際加盟創業展」（一度更名「台灣連鎖店博覽會」），並吸引國際買主，透過展中研討會，進行商機的交換，形成一場另類的「公會角力」。後來因為性質相近的關係，連鎖店博覽會被展昭公司的「台灣國際連鎖加盟展」取代。之後，中華民國加盟促進協會選在台中世界貿易中心，舉辦了第一個屬於中台灣的「台灣創業加盟大展」。

## 會展演變與現況
由於連鎖加盟展的主軸，是鼓勵創業者以加盟連鎖的形態成為一個分支的領頭，加上當時的經濟低迷，造成不少大型企業的衰微，因此各行各業都非常希望以加盟連鎖的姿態，創造出各自的特色，加盟連鎖業主也期冀以此機會，製造更多加盟連鎖與工作機會，給其分支。
加盟展初設立以來，主導的產業多半來自飲食、文教等生活相關產業，因此，除了各產業的穩定發展，各國之間的經驗學習，也是會展續航的重要關鍵。透過國內外多家業者（舉凡往年的台灣大哥大、永和豆漿、新學友書局、香港仙棕林、德州炸雞…等）的參與，以及加盟連鎖相關產業研討會的舉行，這項展覽截至現今，仍持續穩定地成長中。
隨著兩岸三地的交流頻繁，台灣的加盟連鎖業主也開始將觸角移往中國大陸，因此，對應投資中國市場的相關研討會，也在展覽期間舉行。部分加盟總部也會根據各國市場的發展走向，以及本身的經營型態，決定基本加盟金的門檻，有時也會因為非實體經營（虛擬化經營、流動式經營）的形態，出現超於外界意料的加盟金。

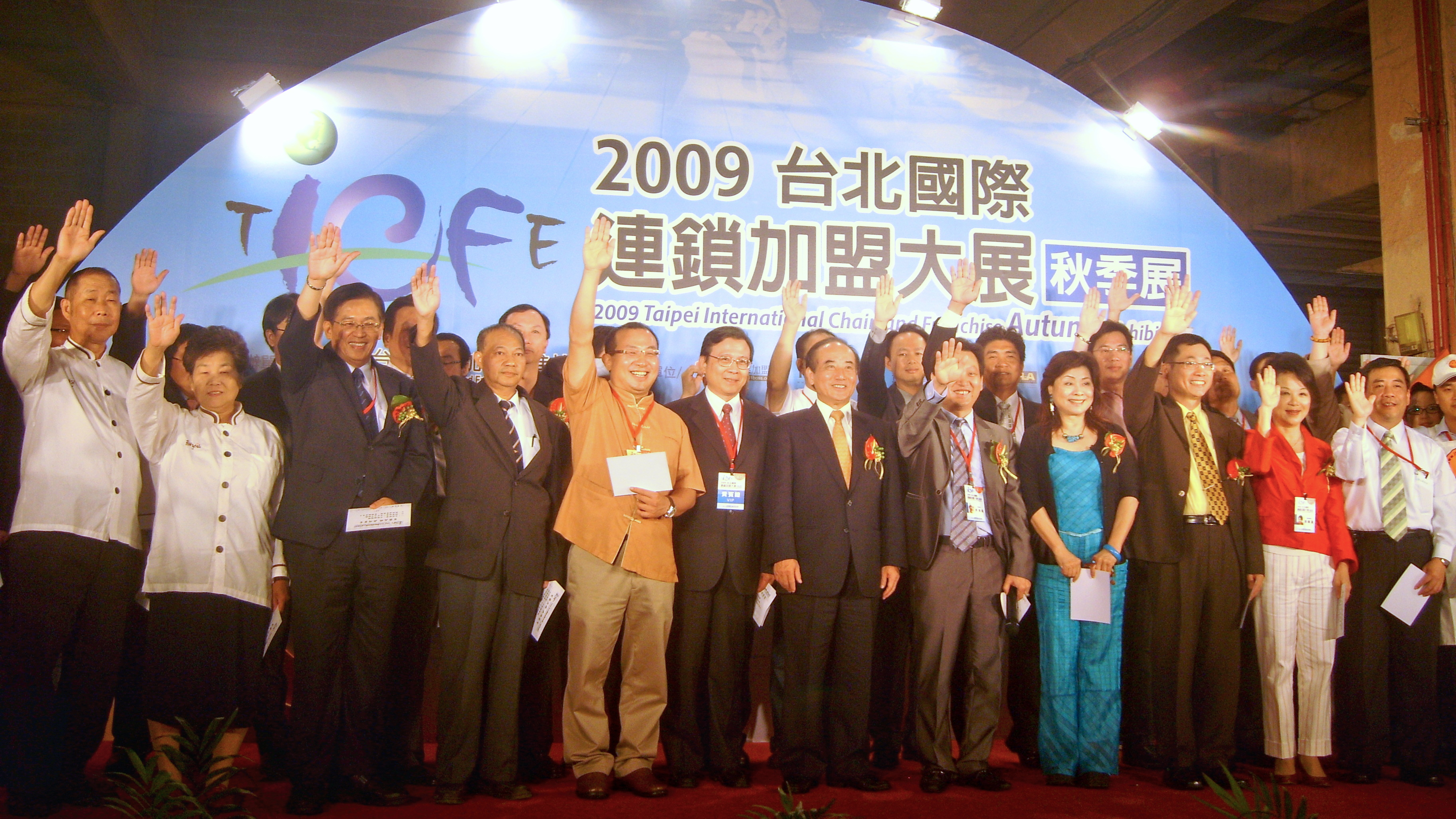
2009年台北國際連鎖加盟大展秋季展開幕前，參展廠商進行優良品牌宣言。

正因為兩岸政策的轉變，這項展覽在2009年出現重大變化。在上聯國際展覽與中華兩岸連鎖加盟協會於2009年6月下旬，為中國加盟業者設計「台灣連鎖加盟暨兩岸創業大展」，加強兩岸加盟連鎖業者的交流，成為這項展覽的勁敵，加上失業率持續攀高的關係，這項展覽也在同年7月底，新設立秋季展覽，卻因而形成台灣一年有四個連鎖展，廠商難以決定參展目標的局面。
長年主辦此展覽的台灣連鎖加盟促進協會，為了要穩定台灣加盟連鎖業主的軍心，特別在秋季展開展時，進行優良品牌宣言。未來的連鎖加盟展能否持續激勵就業或創業市場，政府的政策將會是重要的關鍵。

## 外部連結
- 台灣連鎖加盟促進協會